# ساوت هتون
ساوت هتون (به انگلیسی: South Hetton) یک روستا و محله مدنی در بریتانیا است که در County Durham واقع شده‌است. ساوت هتون ۳٬۰۳۲ نفر جمعیت دارد.